# Eremochaetidae
Eremochaetidae (лат.) — семейство вымерших короткоусых двукрылых, существовавшее с верхней юры до середины мелового периода. Обладали игловидным яйцекладом, что свидетельствует об эндопаразитическом образе жизни личинок.

## Описание
Крупная голова, большую часть которой занимают глаза. Брюшко длинное и узкое. Жилка r-m отсутствует, жилки R4 и R5 очень короткие.

## Распространение
Найдены на территории России, Китая, Казахстана, Монголии и Мьянмы.

## Систематика
Вместе с вымершими семействами Archisargidae, Tethepomyiidae и Kovalevisargidae объединяются в надсемейство Archisargoidea.
Описано 17 видов в составе 9 родов и двух подсемейств.